# 88
88（八十八）是87与89之间的自然数。

## 在数学中
- 第64個合數，正因數有1、2、4、8、11、22、44和88。前一個為87、下一個為90。
質因數分解為{\displaystyle 2^{3}\times 11}。
- 第19個過剩數，真因數和為92，盈度為4。前一個為84、下一個為90。
  - 其真因數都為虧數。是第3個本原過剩數。前一個是70、後一個是104。
  - 第20個半完全數，和為本身的其中一組因數為1、 2、 8、 11、 22、 44。前一個為84、下一個為90。
  - 由於88不能被所有比它小的半完全數整除，因此是第4個本原半完全數。前一個為28、下一個為104。
- 第59個不尋常數，大於平方根的質因數為11。前一個為87、下一個為89。
- 第13個佩服數，相減後為本身的因數為2。前一個為84、下一個為102。
- 第52個十进制的奢侈數。前一個為87、下一個為90。
- 第4個不可及數。前一個為52、下一個為96。
- 迴文數
- 十六邊形數

### 基本运算
| 乘法                             | 1  | 2   | 3   | 4   | 5   | 6   | 7   | 8   | 9   | 10  |  | 11  | 12   | 13   | 14   | 15   | 16   | 17   | 18   | 19   | 20   |
| -------------------------------- | -- | --- | --- | --- | --- | --- | --- | --- | --- | --- |  | --- | ---- | ---- | ---- | ---- | ---- | ---- | ---- | ---- | ---- |
| {\displaystyle {{88}\times {x}}} | 88 | 176 | 264 | 352 | 440 | 528 | 616 | 704 | 792 | 880 |  | 968 | 1056 | 1144 | 1232 | 1320 | 1408 | 1496 | 1584 | 1672 | 1760 |

## 在人類歷史中
- 88這數字會作為台灣88水災的簡稱。
- byebye（再見）的諧音。

## 在科学中
- 鐳的原子序數[1]

## 在其它领域中

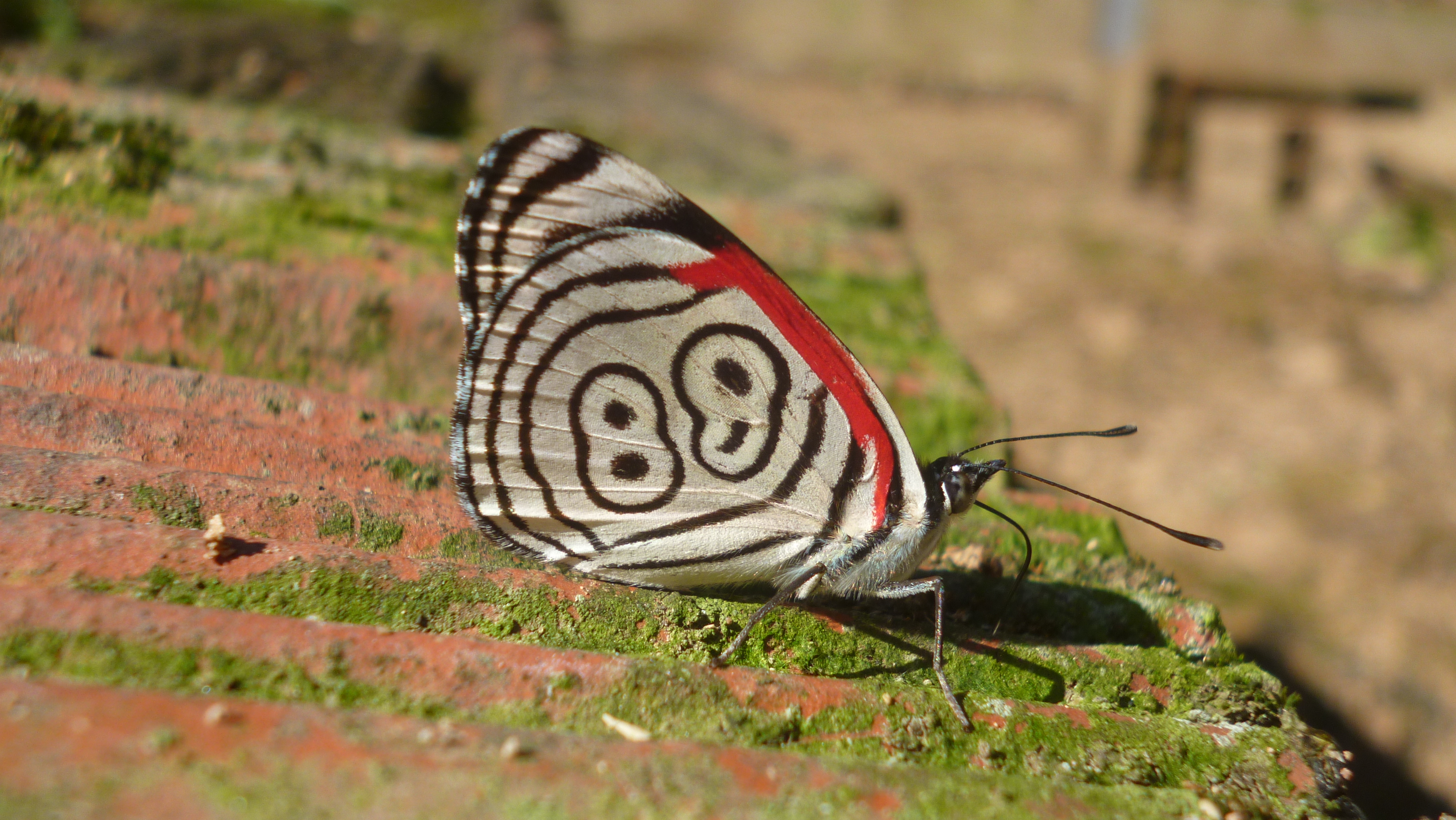
渦蛺蝶屬的紅渦蛺蝶

- 國際天文學聯合會用精確的邊界把天空分為88個正式的星座。
- 北88線
- 在网上聊天裡意为再见（与“Bye Bye”发音相似）。
- 新納粹主義者用88指代“希特勒万岁”（Heil Hitler），因为H是英语第8个字母。
- 渦蛺蝶屬的蝴蝶著名於翅膀上有像數字「88」的斑紋。
- 譽88，香港元朗區一個精品住宅項目。